# Dipartimento per l'informazione e l'editoria
Il  Dipartimento per l'informazione e l'editoria  è una struttura incardinata nella Presidenza del Consiglio dei ministri con funzioni di supporto al Presidente del Consiglio. Essa opera nell'area funzionale relativa al coordinamento delle attività di comunicazione istituzionale; alla promozione delle politiche di sostegno all'editoria e ai prodotti editoriali; al coordinamento delle attività volte alla tutela del diritto d'autore.
La relativa delega è stata conferita al Sen. Alberto Barachini.

## Competenze
Le competenze del Dipartimento sono fissate dal DPCM 1º ottobre 2012, modificato dal DPCM 15 dicembre 2014. Il Dipartimento, in particolare:
- svolge compiti in materia di comunicazione istituzionale, pubblicità e documentazione istituzionale e informazione;
- provvede alla comunicazione diretta al pubblico sulle attività della Presidenza e del Governo;
- cura l'istruttoria per la concessione dei premi alla cultura e per il rilascio dei lasciapassare stampa;
- promuove le politiche di sostegno all'editoria;
- cura le attività istruttorie relative alla concessione alle imprese editoriali dei contributi diretti e indiretti;
- esercita le funzioni e i compiti attribuiti alla Presidenza in materia di diritto d'autore e di contrasto alla pirateria digitale e multimediale;
- svolge, d'intesa con le altre Amministrazioni competenti, compiti di vigilanza sulla Società Italiana degli Autori ed Editori (SIAE).

## Struttura
Il Dipartimento si articola in due Uffici e in cinque servizi.
- Ufficio per l'attività di informazione e comunicazione istituzionale e per la tutela del diritto d'autore
  - Servizio per la comunicazione istituzionale
  - Servizio per i rapporti con i mezzi d'informazione
  - Servizio per la tutela del diritto d'autore e dei diritti connessi e per la vigilanza sugli enti di intermediazione del diritto d'autore

- Ufficio per il sostegno all'editoria
  - Servizio per il sostegno diretto alla stampa
  - Servizio per il sostegno alle emittenti radio televisive e agli investimenti

## Sottosegretari di Stato con delega al dipartimento
| Sottosegretario         | Sottosegretario | Sottosegretario     | Partito                            | Governo        | Mandato          | Mandato          |
| Sottosegretario         | Sottosegretario | Sottosegretario     | Partito                            | Governo        | Inizio           | Fine             |
| ----------------------- | --------------- | ------------------- | ---------------------------------- | -------------- | ---------------- | ---------------- |
|                         |                 | Arturo Parisi       | Movimento per l'Ulivo              | Prodi I        | 18 maggio 1996   | 21 ottobre 1998  |
|                         |                 | Marco Minniti       | Partito Democratico della Sinistra | D'Alema I      | 22 ottobre 1998  | 22 dicembre 1999 |
| Democratici di Sinistra | D'Alema II      | Marco Minniti       | 22 dicembre 1999                   | 26 aprile 2000 |                  |                  |
|                         |                 | Vannino Chiti       | Democratici di Sinistra            | Amato II       | 26 aprile 2000   | 11 giugno 2001   |
|                         |                 | Paolo Bonaiuti      | Forza Italia                       | Berlusconi II  | 11 giugno 2001   | 23 aprile 2005   |
| Berlusconi III          | 23 aprile 2005  | Paolo Bonaiuti      | Forza Italia                       | 17 maggio 2006 |                  |                  |
|                         |                 | Ricardo Franco Levi | Partito Democratico                | Prodi II       | 17 maggio 2006   | 8 maggio 2008    |
|                         |                 | Paolo Bonaiuti      | Il Popolo della Libertà            | Berlusconi IV  | 8 maggio 2008    | 16 novembre 2011 |
|                         |                 | Carlo Malinconico   | Indipendente                       | Monti          | 29 novembre 2011 | 11 gennaio 2012  |
|                         |                 | Paolo Peluffo       | Indipendente                       | Monti          | 29 novembre 2011 | 28 aprile 2013   |
|                         |                 | Giovanni Legnini    | Partito Democratico                | Letta          | 28 aprile 2013   | 22 febbraio 2014 |
|                         |                 | Luca Lotti          | Partito Democratico                | Renzi          | 22 febbraio 2014 | 12 dicembre 2016 |
|                         |                 | Sesa Amici          | Partito Democratico                | Gentiloni      | 12 dicembre 2016 | 1º giugno 2018   |
|                         |                 | Vito Crimi          | Movimento 5 Stelle                 | Conte I        | 1º giugno 2018   | 5 settembre 2019 |
|                         |                 | Andrea Martella     | Partito Democratico                | Conte II       | 5 settembre 2019 | 13 febbraio 2021 |
|                         |                 | Giuseppe Moles      | Forza Italia                       | Draghi         | 13 febbraio 2021 | 22 ottobre 2022  |
|                         |                 | Alberto Barachini   | Forza Italia                       | Meloni         | 2 novembre 2022  | in carica        |